# Davie Strath
David "Davie" Strath (død 1878 eller 1879 i Australien) var en skotsk professionel golfspiller, som i 1870'erne var blandt verdens bedste. Han boede i den lille by North Berwick, hvor han bl.a. var med til at designe golfbanen North Berwick West Links. Han var rival og ven med Tom Morris, Jr., som vandt The Open Championship fire gange i træk i 1868–72 (der var intet mesterskab i 1871), og de to spillere turnerede Skotland og det nordlige England så langt sydpå som Liverpool, hvor de spillede opvisningsmatcher for op mod 10.000 tilskuere. Strath og Morris var tidens superstjerner og bidrog til at gøre spillet mere populært.
Davie Strath endte tre gange på andenpladsen i The Open Championship. I 1870 og 1872 blev han kun slået af Tom Morris, Jr., og tættest på titlen kom ham i 1876, hvor han efter de to runder lå side om side med Bob Martin, idet begge spillere endte med en score på 176 slag. Hans tredje slag på næstsidste hul blev imidlertid slået, mens der på green fortsat var spillere fra gruppen foran. Straths bold ramte en af spillerne og stoppede tæt på hullet i stedet for måske at have trillet af greenen. Han holede ud på to putts men brugte derefter seks slag på 18. hul, hvilket betød, at han lå helt lige med Bob Martin. Der var imidlertid blevet indgivet en protest mod Davie Straths tredjeslag på 17. hul, men R&A's turneringkomite besluttede, at der skulle spilles omspil om titlen dagen efter, og først derefter ville komiteen behandle protesten. Hvis den blev taget til følge, var den eneste mulige straf, at Strath blev diskvalificeret. Strath krævede derfor, at protesten blev behandlet inden omspillet. Men det afviste turneringskomiteen, og så nægtede Strath at deltage i omspillet. Efter at have gået banen rundt alene i omspillet dagen efter blev Bob Martin kåret til mester.
Strath blev i efteråret 1878 ramt af sygdom og rejste derfor til Australien efter råd fra lægerne i sin hjemby, North Berwick. Han vendte aldrig hjem igen, og indtil 2005 herskede der en del mystik omkring hans forsvinden. I 2005 opdagede to golfhistorikere imidlertid, at han på sørejsen blev ramt af akut strubehovedbetændelse og derfor ankom svækket til Melbourne. Og blot 20 dage efter ankomsten døde han. Det lykkedes også historikerne at finde hans hidtil umarkerede gravsted på Melbourne General Cemetary, hvor der den 31. januar 2006 blev rejst en gravsten med teksten "David Strath – Champion Golfer".